# Ворикський замок
Ворикський замок — середньовічний замок, добудований Вільгельмом I Завойовником у 1068 році. Ворик — адміністративний центр Ворикширу в Англії, який розташований на річці Ейвон.
Початковий дерев'яний замок за зразком «motte and bailey» (буквально — «замковий двір на пагорбі») було споруджено з камню у ХІІ столітті. Під час Столітньої війни фасад навпроти міста було зміцнено, внаслідок чого світ побачив один із найзнаменніших взірців військової архітектури XIV століття. Він був фортецею до початку XVII століття, коли король Яків I передав його серу Фульку Гревіллу в 1604 році. Гревілл перетворив споруду на свій заміський будинок. Родина Гревіллів, яка в 1759 році стала ерлами Ворика, володіла ним до 1978 року, коли його придбала Група Тюссо. У 2007 році Група Тюссо злилася з Merlin Entertainments, яка наразі є власником Ворикського замку.